# Bhekimpi Dlamini
Pour les articles homonymes, voir Dlamini.
Le prince Bhekimpi Alpheus Dlamini (26 novembre 1924– Mbabane, 1er novembre 1999), est un homme d'État swazilandais, Premier ministre du 25 mars 1983 au 6 octobre 1986.

## Biographie
Dlamani est un homme politique swazilandais connu pour ses positions conservatrices et pro sud-africaines. Il est élu Premier ministre à la place du prince Mabandla Dlamini (en), après des conflits avec Mabandla et d'autres membres du parlement dirigés par Mfanasibili Dlamini (en) durant la régence de la reine Dzeliwe. Dzeliwe était contre ce changement, ce qui mena à son abdication et à la régence de la reine Ntfombi.
Bhekimpi commence à entreprendre des persécutions contre ceux qui avaient fui l'apartheid en Afrique du Sud. Après des protestations estudiantines, il ferme également l'Université du Swaziland ; toutes ces mesures provoquèrent une résurgence du Mouvement pour la libération du Swaziland mené par le prince Clement Dusima Dlamini. Il est finalement révoqué par le roi Mswati III, après seulement trois ans de mandats.